# Ананьино (Ульяновская область)
Ананьино — село в составе Живайкинского сельского поселения Барышского района Ульяновской области России. 

## География
Находится на расстоянии примерно 27 километров на юг-юго-восток от районного центра города Барыш. 

## История
В 1780 году, при создании Симбирского наместничества, село Знаменское Ананьино тож, помещичьих крестьян, вошло в состав Канадейского уезда.
На 1859 год Ананьино, по тракту из приг. Канадея в г. Карсун, во 2-м стане Сызранского уезда Симбирской губернии, имелась Знаменская церковь. Ярмарка.
В 1913 году в селе был 131 двор и 616 жителей, имелась Знаменская церковь (сохранилась). В 1990-е годы работало отделение СПК «Загаринский».

## Население
Население составляло: на 1859 г. 187 муж. и 194 жен.; 28 человек (русские 89%) в 2002 году, 13 по переписи 2010 года.

## Достопримечательности
Церковь во имя Знамения Божией Матери.